# 集體協商
集體協商是指雇主与一群雇员之间就工资、工作条件、福利以及其他与工人薪酬和权利相关的事宜进行协商的过程。雇员的利益通常由其工会代表。通过这些谈判达成的集体协议，其作用相当于雇主与一个或多个工会之间的雇佣合同，通常规定工资率、工作时间、培训、健康和安全、加班、申诉机制以及参与工作场所或公司事务的权利等条款。 此类协议还可以包括“生产力谈判”，即工人同意改变工作方式，以换取更高的工资或更高的工作保障。
工会可以与单个雇主（通常代表公司的股东）或多家公司（取决于国家/地区）谈判，以达成全行业的协议。集体谈判是指工会代表与雇主（通常由管理层代表，在奥地利、瑞典、比利时和荷兰等一些国家，则由雇主组织代表）就雇员的雇佣条款和条件（例如工资、工作时间、工作条件、申诉程序以及工会的权利和责任）进行谈判的过程。双方通常将谈判结果称为集体谈判协议（CBA）或集体雇佣协议（CEA）。

## 历史

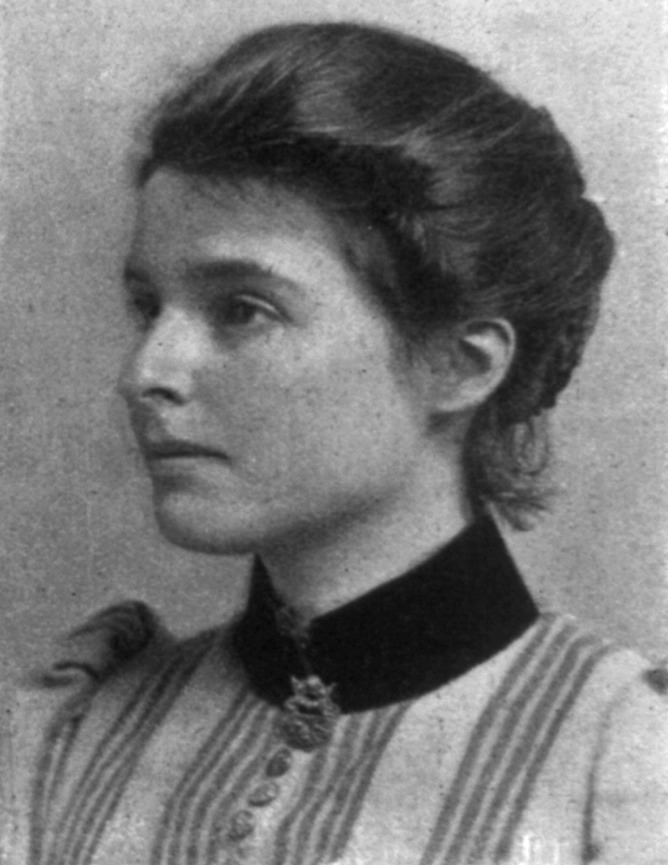
比翠丝·韦伯，1894年

1891年，英国工业关系协调者先驱比翠丝·韦伯首次使用了“集体协商”一词来描述18世纪工会兴起前后，雇主与工人集体的协商和合约行为。

### 国际上
集体谈判权在国际人权公约中得到承认。《世界人权宣言》第23条确立了组织工会的权利，将其列为一项基本人权。 国际劳工组织《关于工作中基本原则和权利的宣言》第2条（a）款将“结社自由和对集体谈判权的有效承认”定义为工人的一项基本权利。 1948年《结社自由和保护组织权利公约》（C087）和其他几项公约通过制定国际劳工标准，明确保护了集体谈判权，防止各国侵犯工人结社和集体谈判的权利。

### 美国
1935年，美国通过国家劳动关系法禁止雇主强迫雇员放弃加入工会组织和成立工会的权利，然而政府雇员加入公共部门工会的权利直到 20 世纪 50 年代仍然是一个有争议的问题。1962年，肯尼迪总统下令允许联邦雇员加入和成立工会组织。1962 年，约翰·F·肯尼迪总统发布了一项行政命令，赋予联邦雇员组建工会的权利。管辖权问题在 1979 年的国家劳动关系委员会诉芝加哥天主教主教案中凸显出来。最高法院裁定，国家劳动关系委员会 (NLRB) 不能对教会学校行使管辖权，因为此类管辖权违反了《第一修正案》的宗教自由和政教分离原则。
1935年的《国家劳动关系法》涵盖了私营部门的大多数集体协议。该法案禁止雇主因工人是工会成员而歧视、监视、骚扰或解雇他们；禁止雇主因工人组织或其他“协同活动”而对其进行报复；禁止雇主组建全公司范围的工会；禁止雇主拒绝与代表其员工的工会进行集体谈判。要求任何员工加入工会作为雇佣条件也是违法的。 工会还确保安全的工作条件和公平的劳动报酬。 在大多数工人投票支持工会代表的工作场所，由员工和工会代表组成的委员会将与管理层就工资、工时、福利和其他雇佣条款和条件（例如，防止无故解雇的保护措施）进行谈判。禁止个人谈判。一旦工人委员会和管理层就合同达成一致，该合同将由所有工人投票表决。如果合同获得批准，通常有效期为固定年限，之后员工和管理层将重新协商。有时，工会合同会引起争议；这种情况尤其发生在工会工作场所的工人被无故解雇的情况下。这些争议随后将进入仲裁程序，仲裁类似于非正式的法庭听证会；中立的仲裁员将裁定是否存在解雇或其他合同违约行为，如果存在，则下令纠正。 
在24个州，如果工会成员在合同中与管理层协商了工会保障条款，工会工厂的员工可能需要支付代表费（例如，参加纪律听证会）。会费通常为工资的1-2%。然而，工会成员和其他受集体协议保护的工人的工资平均比非工会（或未受保护）的工人高出5-10%。  一些州，尤其是美国中南部和东南部地区，已经禁止工会安全条款；这可能引发争议，因为它允许一些工会合同的净受益者避免支付其在合同谈判中应承担的费用。各州最高法院均裁定，法律禁止未经同意使用个人工会会费资助可能与其个人政治观点相冲突的政治事业。相比之下，在允许工会保护条款的州，这些异议者可以选择只缴纳直接用于代表工人的会费比例。 成立于1886年的美国劳工联合会为各类工人提供了前所未有的谈判能力。
1926年的《铁路劳工法》要求铁路雇主与工会进行集体谈判，但加入了联邦政府可以在特殊时期强行干预双方议资的权力；这一权力在2022年美国铁路劳资纠纷事件中得以体现，实际上剥夺了工人们的合理议价权。 1931年，在德克萨斯和北俄勒冈铁路公司诉铁路员工兄弟会案中，最高法院维持了该法案禁止雇主干涉谈判代表遴选的规定。 
美国劳工部下属的劳工管理标准办公室需要收集所有涉及1000名或以上工人的集体谈判协议，但不包括铁路的协议。

## 利弊
- 工会成员和其他受集体协议保护的工人平均工资高于非工会（或未受保护）的工人。
- 在工业化国家，这一加价幅度通常为 5%-10%。[11]
- 工会往往会平衡收入分配，尤其是在技术工人和非技术工人之间。[11]
- 工会造成的无谓损失占 GDP 的 0.2% 至 0.5%，与产品市场垄断造成的损失相似。[11]汉斯·伯克勒基金会开发了一个用于实证分析和计算机辅助集体谈判的实证模型。[16][17][18]